# Kassinula wittei
Kassinula wittei är en groddjursart som beskrevs av Laurent 1940. Kassinula wittei ingår i släktet Kassinula och familjen gräsgrodor. IUCN kategoriserar arten globalt som livskraftig. Inga underarter finns listade i Catalogue of Life.